# Lester Bowie
Lester Bowie (Maryland, 11 de octubre de 1941 - Nueva York, 8 de noviembre de 1999) fue un compositor y trompetista estadounidense de jazz; también tocaba el fliscorno. Fue miembro de Association for the Advancement of Creative Musicians y cofundador del grupo de jazz Art Ensemble of Chicago.

## Vida

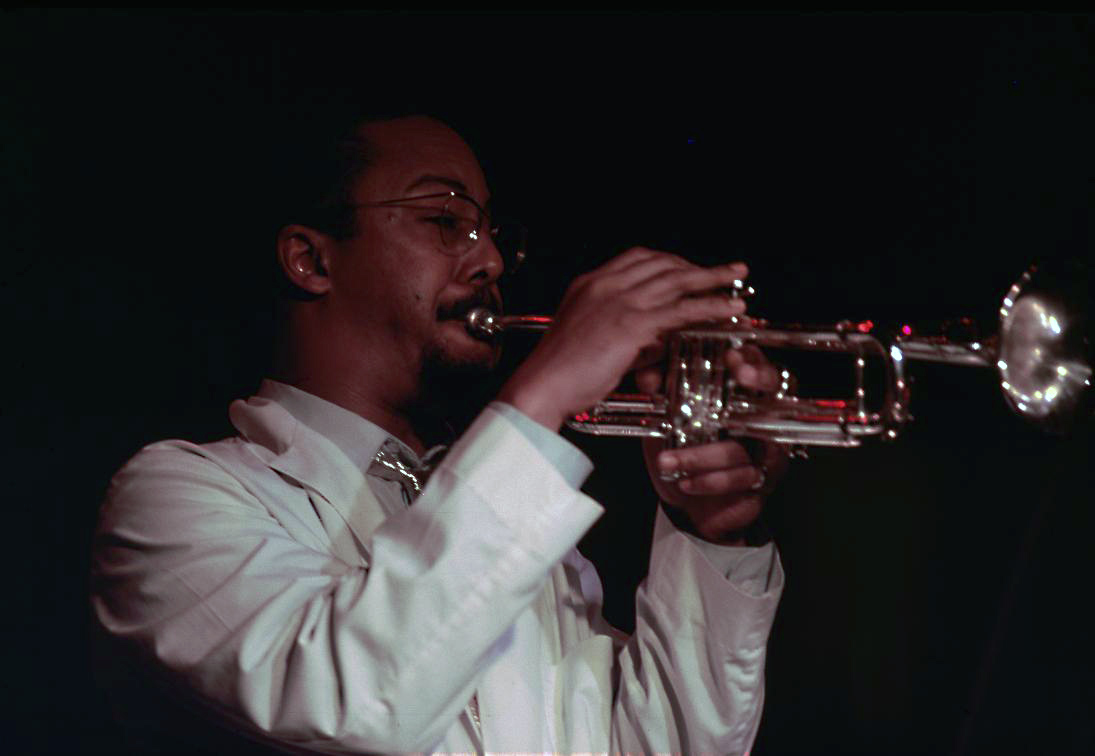
Lester Bowie en Hamburgo, año 1984.

Procedía de una familia de músicos de San Luis. Comenzó tocando la trompeta a temprana edad, gracias a su padre, que también fue un gran músico. 
Desde 1966 formó parte del grupo de jazz Art Ensemble of Chicago.
En 1969 marchó a París, y allí desarrolló escénicamente el estereotipo que lo identificó: su bata blanca de galeno y su humor en escena, socarrón y ácido.
Lester Bowie vivió y trabajó en Jamaica y África, donde tocó y grabó con Fela Kuti. En 1984, forma el grupo Lester Bowie's Brass Fantasy, un conjunto de nueve músicos en que tocaban instrumentos de viento, con el estilo musical de Art Ensemble of Chicago.
En 1993, tocó su trompeta en la canción «Jump», de David Bowie, y grabó con Michael Jackson, Marilyn Manson y las Spice Girls.
Falleció en el año 1999, en Nueva York, por un cáncer de hígado.

## Discografía

### Como líder
| Título                                                         |  | Año  |  | Sello               |
| -------------------------------------------------------------- |  | ---- |  | ------------------- |
| Numbers 1 & 2                                                  |  | 1967 |  | Nessa               |
| Gittin' to Know Y'All (con la Baden-Baden Free Jazz Orchestra) |  | 1970 |  | MPS                 |
| Fast Last!                                                     |  | 1974 |  | Muse                |
| Rope-A-Dope                                                    |  | 1976 |  | Muse                |
| African Children                                               |  | 1978 |  | Horo                |
| Duet (con Phillip Wilson)                                      |  | 1978 |  | Improvising Artists |
| The 5th Power                                                  |  | 1978 |  | Black Saint         |
| The Great Pretender                                            |  | 1981 |  | ECM                 |
| All the Magic                                                  |  | 1983 |  | ECM                 |
| Bugle Boy Bop (con Charles "Bobo" Shaw)                        |  | 1983 |  | Muse                |
| Duet (con Nobuyoshi Ino)                                       |  | 1985 |  | Paddle Wheel        |

### Lester Bowie's Brass Fantasy
| Título                                                        |  | Año                       |  | Sello        |
| ------------------------------------------------------------- |  | ------------------------- |  | ------------ |
| I Only Have Eyes for You                                      |  | 1985                      |  | ECM          |
| Avant Pop                                                     |  | 1986                      |  | ECM          |
| Twilight Dreams                                               |  | 1987                      |  | Venture      |
| Serious Fun                                                   |  | 1989                      |  | DIW          |
| My Way                                                        |  | 1990                      |  | DIW          |
| Live at the 6th Tokyo Music Joy (con Art Ensemble Of Chicago) |  | 1990                      |  | DIW          |
| The Fire This Time                                            |  | 1992                      |  | In & Out     |
| The Odyssey Of Funk & Popular Music                           |  | 1999                      |  | Atlantic     |
| When the Spirit Returns                                       |  | 2003 (recorded Oct. 1997) |  | Dreyfus Jazz |

### Lester Bowie's New York Organ Ensemble
| Título           |  | Año  |  | Sello |
| ---------------- |  | ---- |  | ----- |
| The Organizer    |  | 1991 |  | DIW   |
| Funky T. Cool T. |  | 1992 |  | DIW   |

### Con Art Ensemble of Chicago
| Título                                                           |  | Año  |  | Sello         |
| ---------------------------------------------------------------- |  | ---- |  | ------------- |
| Old/Quartet - Roscoe Mitchell                                    |  | 1967 |  | Nessa         |
| Numbers 1 & 2 - Lester Bowie                                     |  | 1967 |  | Nessa         |
| Early Combinations - Art Ensemble                                |  | 1967 |  | Nessa         |
| Congliptious - Roscoe Mitchell                                   |  | 1967 |  | Nessa         |
| A Jackson in Your House                                          |  | 1969 |  | Actuel        |
| Tutankhamun                                                      |  | 1969 |  | Freedom       |
| the Spiritual                                                    |  | 1969 |  | Freedom       |
| People in Sorrow                                                 |  | 1969 |  | Pathe Marconi |
| Message to Our Folks                                             |  | 1969 |  | Actuel        |
| Reese and the Smooth Ones                                        |  | 1969 |  | Actuel        |
| Eda Wobu                                                         |  | 1969 |  | JMY           |
| Certain Blacks                                                   |  | 1970 |  | America       |
| Go Home                                                          |  | 1970 |  | Galloway      |
| Chi-Congo                                                        |  | 1970 |  | Paula         |
| Les Stances a Sophie                                             |  | 1970 |  | America       |
| Live in Paris                                                    |  | 1970 |  | Freedom       |
| Art Ensemble of Chicago with Fontella Bass                       |  | 1970 |  | America       |
| Phase One                                                        |  | 1971 |  | America       |
| Live at Mandell Hall                                             |  | 1972 |  | Delmark       |
| Bap-Tizum                                                        |  | 1972 |  | Atlantic      |
| Fanfare for the Warriors                                         |  | 1973 |  | Atlantic      |
| Kabalaba                                                         |  | 1974 |  | AECO          |
| Nice Guys                                                        |  | 1978 |  | ECM           |
| Live in Berlin                                                   |  | 1979 |  | West Wind     |
| Full Force                                                       |  | 1980 |  | ECM           |
| Urban Bushmen                                                    |  | 1980 |  | ECM           |
| Among the People                                                 |  | 1980 |  | Praxis        |
| The Complete Live in Japan                                       |  | 1984 |  | DIW           |
| The Third Decade                                                 |  | 1984 |  | ECM           |
| Naked                                                            |  | 1986 |  | DIW           |
| Ancient to the Future                                            |  | 1987 |  | DIW           |
| The Alternate Express                                            |  | 1989 |  | DIW           |
| Art Ensemble of Soweto                                           |  | 1990 |  | DIW           |
| America - South Africa                                           |  | 1990 |  | DIW           |
| Thelonious Sphere Monk with Cecil Taylor                         |  | 1990 |  | DIW           |
| Dreaming of the Masters Suite                                    |  | 1990 |  | DIW           |
| Live at the 6th Tokyo Music Joy con Lester Bowie's Brass Fantasy |  | 1991 |  | DIW           |
| Fundamental Destiny con Don Pullen                               |  | 1991 |  | AECO          |
| Salutes the Chicago Blues Tradition                              |  | 1993 |  | AECO          |
| Coming Home Jamaica                                              |  | 1996 |  | Atlantic      |
| Urban Magic                                                      |  | 1997 |  | Musica Jazz   |

### Con The Leaders
- Mudfoot (Black Hawk), 1986
- Out Here Like This (Black Saint), 1986
- Unforeseen Blessings (Black Saint), 1988

### Como sideman
Con David Bowie
- Black Tie White Noise (Savage, 1993)

Con James Carter
- Conversin' with the Elders (Atlantic, 1995)

Con Jack DeJohnette
- New Directions (ECM, 1978)
- New Directions in Europe (ECM, 1979)
- Zebra (MCA, 1989)

Con Brigitte Fontaine
- Comme à la Radio (Saravah, 1971)

Con Melvin Jackson
- Funky Skull (Limelight, 1969)

Con Fela Kuti
- No Agreement (Afrodisia, 1977)

Con Frank Lowe
- Fresh (Freedom, 1975)

Con Jimmy Lyons
- Free Jazz No. 1 (Concert Hall, 1969)
- Other Afternoons (BYG, 1970)

Con Roscoe Mitchell
- Sound (Delmark, 1966)

Con David Murray
- Live at the Lower Manhattan Ocean Club (India Navigation, 1978)

Con Sunny Murray
- Sunshine (BYG, 1969)
- Homage to Africa (BYG, 1969)

Con Charles Bobo Shaw
- Under the Sun (Freedom, 1973)
- Streets of St. Louis (Moers Music, 1974)

Con Archie Shepp
- Yasmina, a Black Woman (BYG, 1969)
- Blasé (BYG, 1969)
- Pitchin Can (America, 1970)
- Coral Rock (America, 1970)

With Alan Silva
- Seasons (BYG, 1971)

Con Wadada Leo Smith
- Divine Love (ECM, 1979)

Con otros
- Funky Donkey Vol. 1 & 2 (Atavistic) (Luther Thomas & the Human Arts Ensemble)
- Under the Sun (Universal Justice) 1974 (Human Arts Ensemble)
- Funky Donkey 1977 (Circle) (Luther Thomas Creative Ensemble)
- Free to Dance (Black Saint), 1979 (Marcello Melis)
- 6 x 1 = 10 Duos for a New Decade (Circle), 1980 (John Fischer)
- The Razor's Edge/Strangling Me With Your Love (Hannibal, 12"), 1982 (Defunkt)
- The Ritual (Sound Aspects), 1985 (Kahil El'Zabar)
- Meet Danny Wilson (Virgin), 1987 (Danny Wilson)
- Sacred Love (Sound Aspects), 1988 (Kahil El'Zabar)
- Avoid The Funk (Hannibal), 1988 (Defunkt)
- Environ Days (Konnex), 1991 (John Fischer)
- Cum Funky (Enemy), 1994 (Defunkt)
- Hi-Bop Ska, 1994 (Skatalites)
- Bluesiana Hurricane (Shanachie), 1995 con Rufus Thomas, Bill Doggett, Chuck Rainey, Bobby Watson, Will Calhoun, y Sue Foley
- Buddy Bolden's Rag (Delmark), 1995 (Malachi Thompson & Africa Brass)
- Not Two (Biodro Records), 1995 (Miłość y Lester Bowie)
- No Ways Tired (Nonesuch), 1995 (Fontella Bass)
- Mac's Smokin' Section (McKenzie), 1996 (Mac Gollehon)
- Hello Friend: To Ennis with Love (Verve), 1997 (Bill Cosby)
- My Secret Life (Calliope), 1998 (Sonia Dada)
- Amore Pirata (Il Manifesto), 1998 (Lorenzo Gasperoni Mamud Band)
- Smokin' Live (McKenzie), 1999 (Mac Gollehon)
- Talkin' About Life And Death (Biodro Records), 1999 (Miłość y Lester Bowie)
- Test Pattern (Razor & Tie), 2004 (Sonia Dada)
- Hiroshima (Art Yard), 2007 (The Sun Ra All Stars Band)